# Gegantones àvia Martina i Cristi
Les Gegantones àvia Martina i Cristi són dos gegantones de la colla de la Verneda, companyes de comparsa dels gegants Martí i Dolça. La Martina representa una senyora gran de cabells grisos amb una rialla que deixa veure ben poques dents, vestida amb una bata florejada. La Cristi, en canvi, figura una nena petita que podria ser la neta. Va pentinada amb dues cues amb llacets de color rosa, i en una butxaca del seu vestit hi treu el nas un peluix.
Les dues gegantones pertanyen al Casal de la Gent Gran de la Verneda i són obra dels membres de l'entitat. L'àvia fou construïda a partir d'un capgròs de sèrie que ja tenien i la Cristi es va fer de bell nou com si fos una nina de drap. Les deixaren enllestides el 2010 i es pogueren estrenar al barri el mes de novembre d'aquell any.
L'àvia Martina i la Cristi celebren la trobada amb els gegants grans durant la Festa Major de la Verneda, per Sant Martí, el segon cap de setmana de novembre. També es deixen veure a les festes de la Mercè i en més actes d'animació i cercaviles dels barris veïns, sempre portats pels més joves de la Colla Gegantera de la Verneda – Sant Martí.